# Sisters (Oregon)
Sisters az Amerikai Egyesült Államok északnyugati részén, Oregon állam Deschutes megyéjében helyezkedik el. A 2010. évi népszámláláskor 2038 lakosa volt. Területe 4,84 km², melynek 100%-a szárazföld.
A Cascade sugárút, a város főutcája a Santiam Highway (20-as út) és a McKenzie Highway (126-os út) közös szakasza, ahol nagy a gyalogosforgalom, mivel számos üzlet és galéria található az út mentén. A településtől keletre az országutak újra szétválnak: a 20-as Bend, a 126-os pedig Redmond felé halad tovább. A két út a várostól nyugatra újra közös szakaszt alkot, a Mckenzie Highway számozása itt 242-esre változik; a pálya innentől a Cascade-hegységhez vezető McKenzie Pass felé fut, a Santiam Highway pedig a Santiam Passhoz halad.
Sisters nevét a közeli Three Sisters (Három nővér) hegycsoportról kapta.
A közösség a bendi statisztikai körzet része.

## Éghajlat
A város éghajlata a Köppen-skála szerint meleg nyári mediterrán (Csb-vel jelölve). A legcsapadékosabb a november–január-, a legszárazabb pedig a július–szeptember közötti időszak. A legmelegebb hónap július, a leghidegebb pedig december.
| Hónap                                   | Jan.  | Feb.  | Már.  | Ápr.  | Máj.  | Jún. | Júl. | Aug. | Szep. | Okt.  | Nov.  | Dec.  | Év    |
| --------------------------------------- | ----- | ----- | ----- | ----- | ----- | ---- | ---- | ---- | ----- | ----- | ----- | ----- | ----- |
| Rekord max. hőmérséklet (°C)            | 18,0  | 22,0  | 26,0  | 31,0  | 37,0  | 39,0 | 43,0 | 41,0 | 39,0  | 33,0  | 23,0  | 18,0  | 43,0  |
| Átlagos max. hőmérséklet (°C)           | 5,1   | 7,3   | 10,6  | 14,0  | 18,6  | 23,6 | 29,1 | 28,6 | 24,1  | 17,2  | 8,6   | 4,7   | 16,0  |
| Átlaghőmérséklet (°C)                   | −0,4  | 1,3   | 3,6   | 6,0   | 9,8   | 13,8 | 17,5 | 17,0 | 13,0  | 7,9   | 2,6   | −0,8  | 7,6   |
| Átlagos min. hőmérséklet (°C)           | −5,9  | −4,8  | −3,4  | −2,0  | 1,0   | 4,0  | 5,8  | 5,4  | 1,9   | −1,5  | −3,4  | −6,2  | −0,7  |
| Rekord min. hőmérséklet (°C)            | −33,0 | −30,0 | −18,0 | −13,0 | −12,0 | −7,0 | −4,0 | −4,0 | −9,0  | −20,0 | −27,0 | −33,0 | −33,0 |
| Átl. csapadékmennyiség (mm)             | 57    | 37    | 28    | 20    | 20    | 16   | 10   | 10   | 10    | 20    | 53    | 58    | 339   |
| Forrás: Western Regional Climate Center |       |       |       |       |       |      |      |      |       |       |       |       |       |

## Népesség

### 2010
A 2010-es népszámláláskor a városnak 2038 lakója, 847 háztartása és 557 családja volt. A népsűrűség 421,1 fő/km2. A lakóegységek száma 1109, sűrűségük 229,1 db/km2. A lakosok 93,9%-a fehér,  1,1%-a indián, 0,7%-a ázsiai,  2,3%-a egyéb, 2,1%-a pedig kettő vagy több etnikumú. A spanyol vagy latino származásúak aránya 7,1% (4,9% mexikói, 0,2% Puerto Ricó-i,  2% egyéb spanyol vagy latino származású.)
A háztartások 32,3%-ában élt 18 évnél fiatalabb. 48,1% házas, 13,7% egyedülálló nő, 4% egyedülálló férfi, 34,2% pedig nem család. 29% egyedül élt; 12,2%-uk 65 éves vagy idősebb. Egy háztartásban átlagosan 2,39 személy élt; a családok átlagmérete 2,92 fő.
A medián életkor 41,4 év volt. A város lakóinak 26,3%-a 18 évesnél fiatalabb, 6,5% 18 és 24 év közötti, 21,9%-uk 25 és 44 év közötti, 30,4%-uk 45 és 64 év közötti, 14,9%-uk pedig 65 éves vagy idősebb. A lakosok 48,1%-a férfi, 51,9%-a pedig nő.

### 2000
A 2000-es népszámláláskor  a városnak 959 lakója, 397 háztartása és 262 családja volt. A népsűrűség 198,2 fő/km2. A lakóegységek száma 482, sűrűségük 99,6 db/km2. A lakosok 95,83%-a fehér,  1,56%-a indián, 0,42%-a ázsiai,  1,36%-a egyéb-, 0,83%-a pedig kettő vagy több etnikumú. A spanyol vagy latino származásúak aránya 4,59% (2,6% mexikói, 0,4% Puerto Ricó-i,  1,6% pedig egyéb spanyol/latino származású.)
A háztartások 33%-ában élt 18 évnél fiatalabb. 49,6% házas, 11,8% egyedülálló nő; 33,8% pedig nem család. 25,2% egyedül élt; 8,8%-uk 65 éves vagy idősebb. Egy háztartásban átlagosan 2,41 személy élt; a családok átlagmérete 2,88 fő.
A város lakóinak 26,1%-a 18 évesnél fiatalabb, 9% 18 és 24 év közötti, 26,1%-uk 25 és 44 év közötti, 25%-uk 45 és 64 év közötti, 13,9%-uk pedig 65 éves vagy idősebb. A medián életkor 39 év volt. Minden 100 nőre 98,1 férfi jut; a 18 évnél idősebb nőknél ez az arány 103,7.
A háztartások medián bevétele 35 000 amerikai dollár, ez az érték családoknál $43 977. A férfiak medián keresete $35 563, míg a nőké $21 771. A város egy főre jutó bevétele (PCI) $17 847. A családok 7,4%-a, a teljes népesség 10,4%-a élt létminimum alatt; a 18 év alattiaknál ez a szám 2,3%, a 65 évnél idősebbeknél pedig 10,7%.

## Infrastruktúra

### Oktatás
A város iskolái a Sistersi Iskolakerülethez tartoznak; intézményeiben 1300 diák tanul. Az általuk üzemeltetett iskolák:
- Sisters Elementary School (általános iskola) – óvodától 4. osztályig
- Sisters Middle School (középiskola) – 5–8. osztály között
- Sisters Middle School (gimnázium és alternatív oktatási intézmény) – 9–12. osztály között.

A fentieken kívül a helységben működik a felekezethez nem tartozó  Sisters Christian Academy keresztény iskola.

### Közlekedés
A városon 3 út fut keresztül: a 20-as számú országút, illetve az oregoni 126-os és 242-es számúak szakaszai.
A településtől 1,6 km-re északra található a Sisters Eagle Air repülőtér.

### Pihenés
A városban van a Deschutes Nemzeti Erdő sistersi körzetének székhelye. A vadőri iroda a Pine Street és a 20-as út kereszteződésében van. Sistersből számos túra-, kerékpáros- és lovasösvény halad a Három Nővér Tájvédelmi Körzet területére, melyek létesítése és karbantartása a Sisters Trails Alliance feladata. A környéken több hegyikerékpáros útvonal is van, például a Peterson-gerinci- és a Suttle-tavi-ösvény.
A közelben több, téli sportokra alkalmas hely található, például a Hoodoo Síközpont.
A közelben van a Camp Tamarack erdei iskola, ahol a hetednapi adventisták által 1963 óta üzemeltetett, fiataloknak fenntartott Big Lake Youth Camp működik.

## Évente megrendezett események
1941 óta június második hétvégén tartják a The Sisters Rodeót.
Minden évben július második hétvégéjén van a Sisters Outdoor Quilt Show takarókiállítás és -vásár, illetve az ahhoz kapcsolódó, egyhetes bemutató- és oktatóprogram.
Szeptember első hétvégéjén kerül megrendezésre a Sisters Folk Festival népzenei rendezvény.

## Média
A település hetilapja a The Nugget Newspaper, valamint itt adják ki a háromhavonta megjelenő Small Farmer’s Journal magazint.

## Híres személyek
- Chris Klug – olimpikon hódeszkás[25]
- Dan Fouts – korábbi labdarúgó[26]
- Lynn Doyle Cooper – az 1971-es repülőgép-eltérítés egyik feltételezett gyanúsítottja[27]
- John Werhas – korábbi baseball-játékos[28]
- Ken Ruettgers – korábbi labdarúgó[29]
- Rainn Wilson – az Office színésze[30]
- Tonya Harding – olimpikon korcsolyázó[31]

## Fordítás
Ez a szócikk részben vagy egészben  a   Sisters, Oregon című angol Wikipédia-szócikk ezen változatának fordításán alapul.  Az eredeti cikk szerkesztőit annak laptörténete sorolja fel. Ez a jelzés csupán a megfogalmazás eredetét és a szerzői jogokat jelzi, nem szolgál a cikkben szereplő információk forrásmegjelöléseként.